# 木曽町図書館
木曽町図書館（きそまちとしょかん）は、長野県木曽郡木曽町福島の木曽町文化交流センターにある公共図書館。木曽郡初の図書館として、2017年（平成29年）9月20日に開館した。木曽町の図書館等施設には、旧木曽福島町にある本館（木曽町図書館）に加えて、旧日義村の日義分館、旧三岳村の三岳分館、旧開田村の開田分館の3分館がある。

## 歴史

### 木曽福島公民館図書室

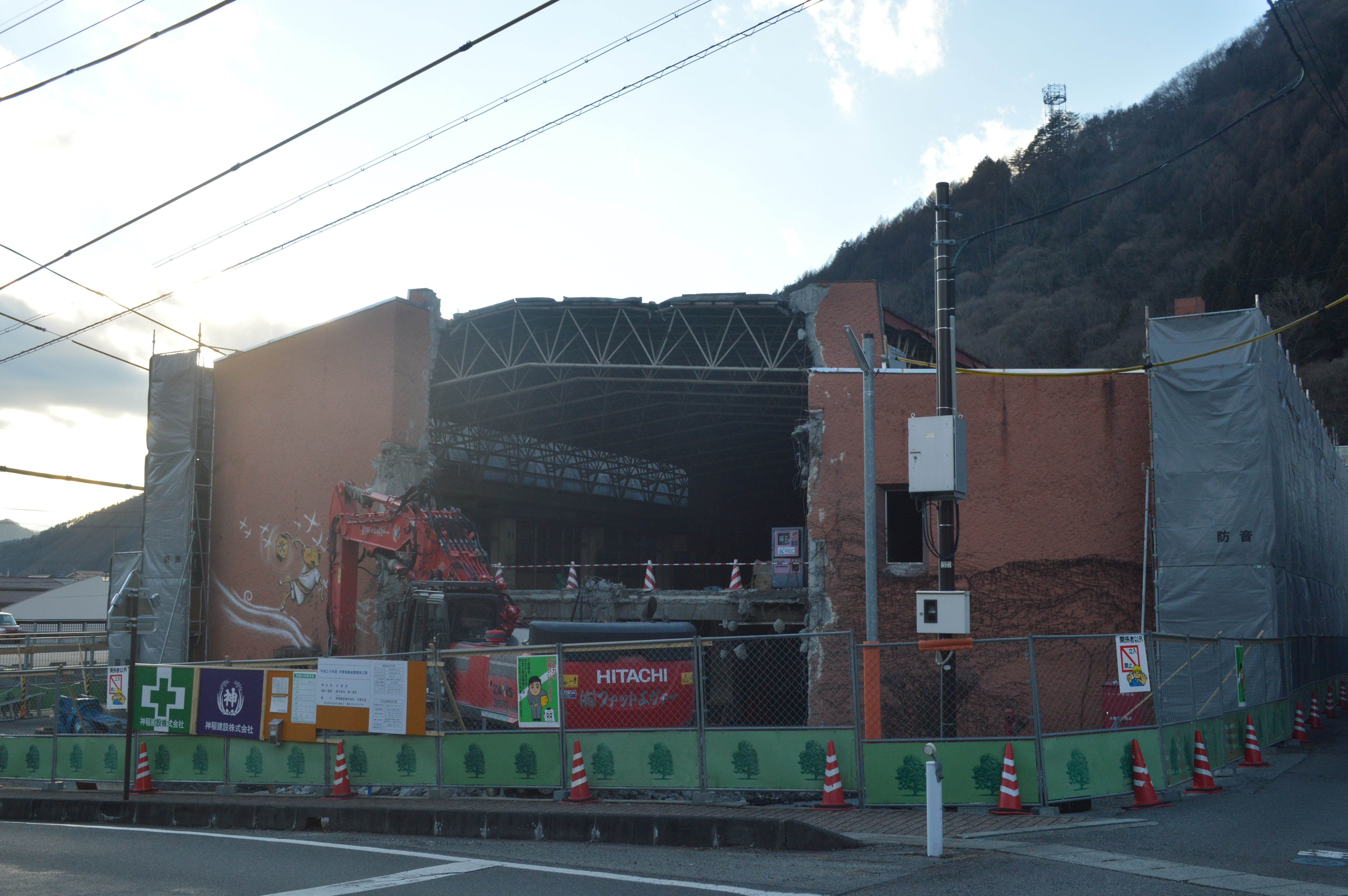
長らく図書室があった木曽福島会館
※解体中の2017年12月

平成の大合併以前の長野県木曽郡において、もっとも人口規模の大きな自治体は木曽福島町だった。江戸時代の福島には関所（福島関所）や代官所が置かれ、木曽谷における政治の中心地だったほか、福島宿は中山道における重要な宿場町だった。
2005年（平成17年）11月1日には木曽福島町・日義村・開田村・三岳村の1町3村が合併して木曽町が発足した。合併後の木曽町は大型事業を控えていたが、1952年（昭和27年）竣工の木曽町役場木曽福島支所（旧・木曽福島町役場）、1965年（昭和40年）竣工の多目的ホールである木曽福島会館は老朽化が進行しており、近い将来の建て替えは必須となっていた。木曽福島会館に公民館図書室があったが、図書室の蔵書数は約5,000冊（2017年時点）と少なかった。木曽町を含めた木曽郡の各自治体には、図書館法における「図書館」が存在しなかった。
木曽町にある各公民館図書室では、バーコードとパソコンによるコンピュータ方式ではなく、紙の利用者カードを用いて貸出を行っていた。2016年（平成28年）9月をもって各公民館図書室を閉室とし、すべての蔵書を旧・木曽町立上田小学校の図書室に集めた上で、図書分類法に従って図書を整理し、すべての蔵書にバーコードを貼る作業を行った。

### 合併後の図書館建設計画

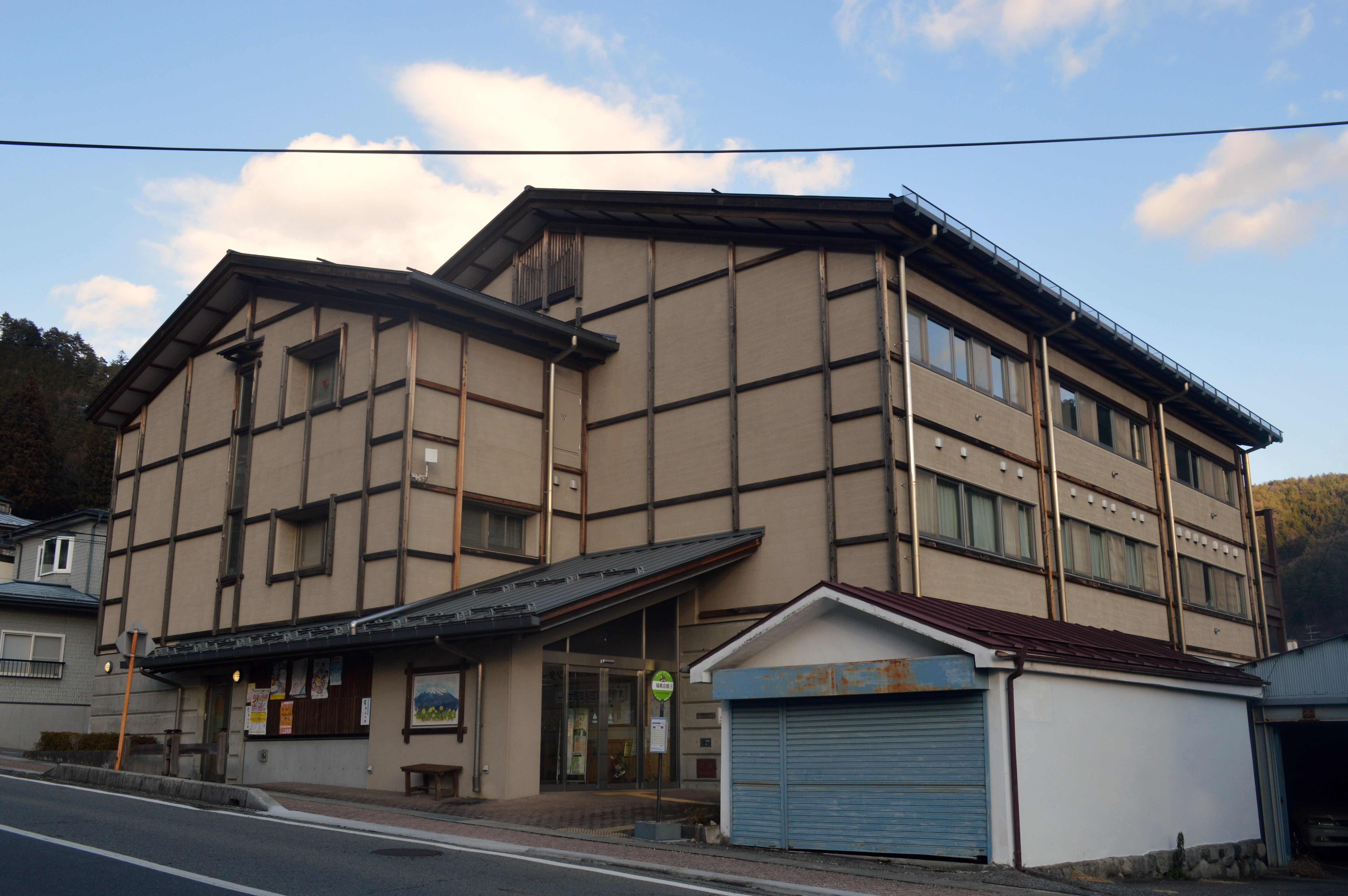
図書館開館前に図書室があった木曽福島保健センター

2007年（平成19年）には図書館検討委員会が木曽町に対して図書館の建設を求め、同年に木曽町は図書館基本構想を策定した。木曽町は合併後初の大型事業として、木曽町役場木曽福島支所を取り壊したうえで図書館を核とする複合施設の建設する計画を提案したが、2012年（平成24年）に町が実施した町民アンケートでは、多額の建設費や維持費を憂慮した反対意見が60%以上を占めた。田中勝巳町長はこれを受けて、複合施設の建設計画を白紙に戻した。
その後、住民有志による公共施設のあり方検討委員会が議論を重ね、再度複合施設の建設を提案すると、2013年（平成25年）12月には建設検討委員会を発足させた。複合施設の建設地となる木曽町役場木曽福島支所は2015年（平成27年）3月末に閉庁している。同年7月には公募によって、大阪府の大学図書館や鳥取県の公共図書館で勤務した経験のある箭野由貴子が館長に着任し、8月には司書も着任した。
2015年10月には木曽福島会館において、塩尻市立図書館の伊東直登館長による講演会「これからの図書館が目指したいこと」を開催した。同年12月に複合施設の建設に着工した。2016年（平成28年）9月22日から9月25日には木曽町木曽福島保健センターにおいて、新図書館の開館プレイベントとして「第1回図書館まつり」を開催した。

### 木曽町図書館の開館

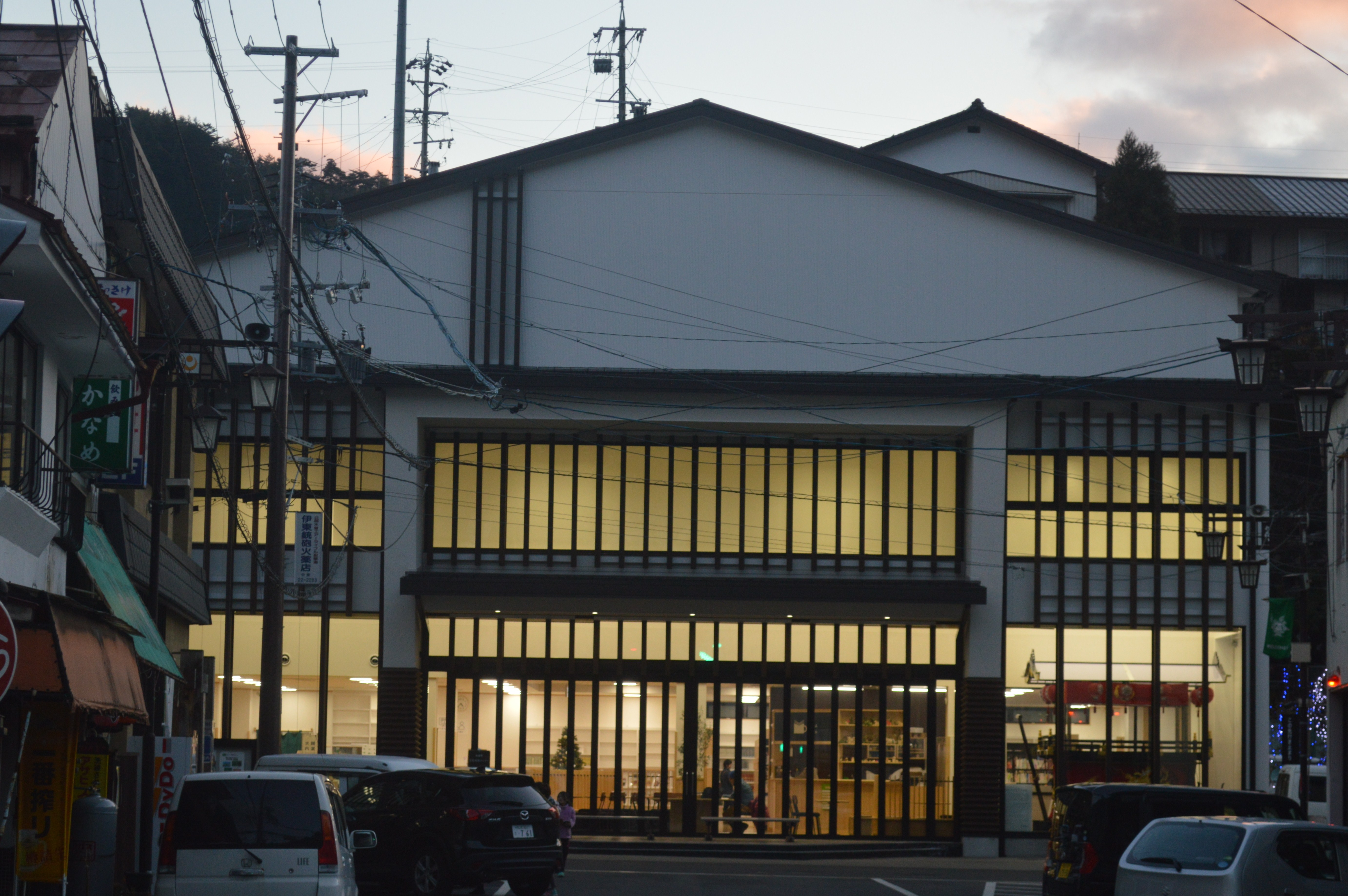
2017年竣工の木曽町文化交流センター

木曽町図書館の開館に先立って、2017年（平成29年）7月3日には木曽町文化交流センターの開館記念式典が開催された。同年9月20日には、木曽町文化交流センター内に木曽町図書館が開館した。長野県で71番目の公共図書館であり、木曽郡で初めて開館した図書館である。開館時の蔵書数は約40,000冊であり、公民館図書室時代の蔵書数の約8倍である。図書館開館記念イベントとして、9月23日には児童文学作家の斎藤惇夫が文化交流センター2階の多目的ホールで開館記念講演を行い、9月24日にはワークショップなどを含む図書館まつりを開催した。
開館から約1か月が経過した10月15日時点では、1日平均200人が来館し、1日平均300冊の貸出があった。開館時までに1,000人が事前利用者登録を行っており、10月15日時点では1,700人が利用者登録を行った。案内カウンター横では木曽町在住者にリレー方式でお勧め本を紹介するコーナーを設置しており、第1回は前町長の田中勝巳が本を紹介した。

## 施設

### 建物

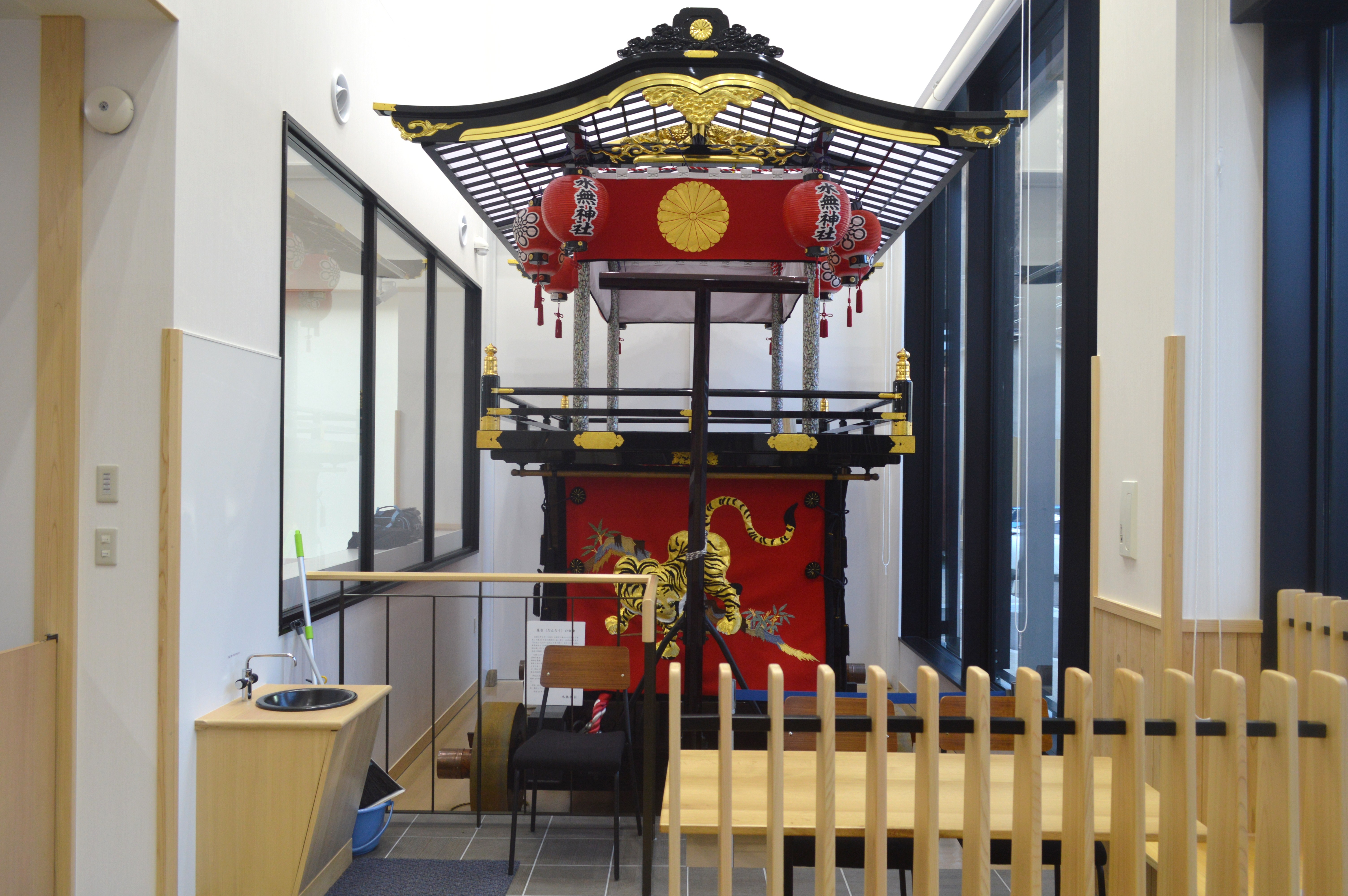
水無神社例祭で用いられる山車

かつて福島宿は中山道の宿場町であり、福島関所は東海道の箱根関所・新居関所や中山道の碓氷関所とともに四大関所に数えられた。木曽町文化交流センターの外観は、宿場町の本陣をイメージしている。建物には木曽町産のヒノキ材がふんだんに使用されている。木曽町文化交流センターの設計は長野市の第一設計であり、総工費は14億5000万円。
木曽町文化交流センターは木曽町図書館を核とし、「中山道こみち」（ロビー兼展示スペース）、300人収容可能な多目的ホール、大会議室、小会議室、調理室、音楽練習室、和室を備えている。展示スペースには水無神社の例大祭（みこしまくり）で用いられる山車が展示されている。

### 図書館内

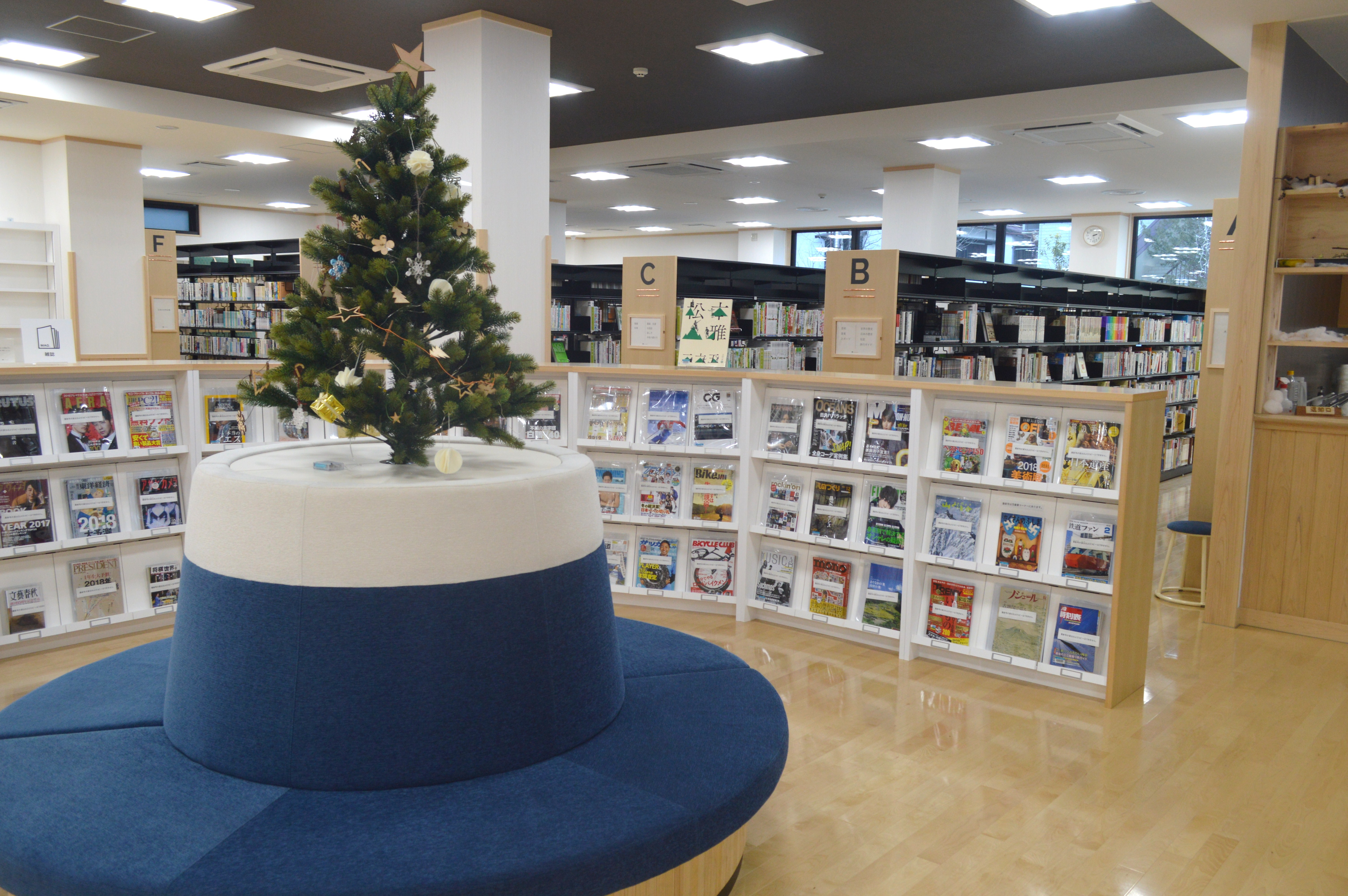
雑誌の書架

入口を入って左側が児童書コーナーであり、約1万冊の児童書を所蔵している。床面はヒノキ材による無垢フローリングである。児童書コーナーには丸いちゃぶ台が2台置かれており、座って読書したり勉強したりできる。高さ116センチの大型絵本や紙芝居なども所蔵しており、これらを館外貸出することもできる。おむつ替えや授乳のためにカーテンで仕切られた空間もある。
約80タイトルの雑誌を購読しており、御岳山をイメージした円形のソファ席で読むことができる。郷土資料コーナーには、木曽町、木曽郡、長野県、木曽町の姉妹都市の文献を集めている。木曽町には小説家の島崎藤村の小説『家』のモデルになった高瀬家（高瀬家藤村資料館）があり、木曽町図書館には常設の「島崎藤村コーナー」がある。インターネットができる利用者用パソコンや、データベース（信濃毎日新聞など）を備えている。図書館内では公衆無線LANを利用可能である。
館内には図書を持ち込める「としょカフェ」があり、10時から16時まで営業している。「としょカフェ」では軽井沢町の丸山珈琲のコーヒー豆を使用しており、図書館の開館に先立って木曽町文化交流センターのオープン時に開店した。「としょカフェ」の運営を担当するのは就労支援事業所みやまの家。図書館内にふた付きの飲み物を持ち込むことができる。

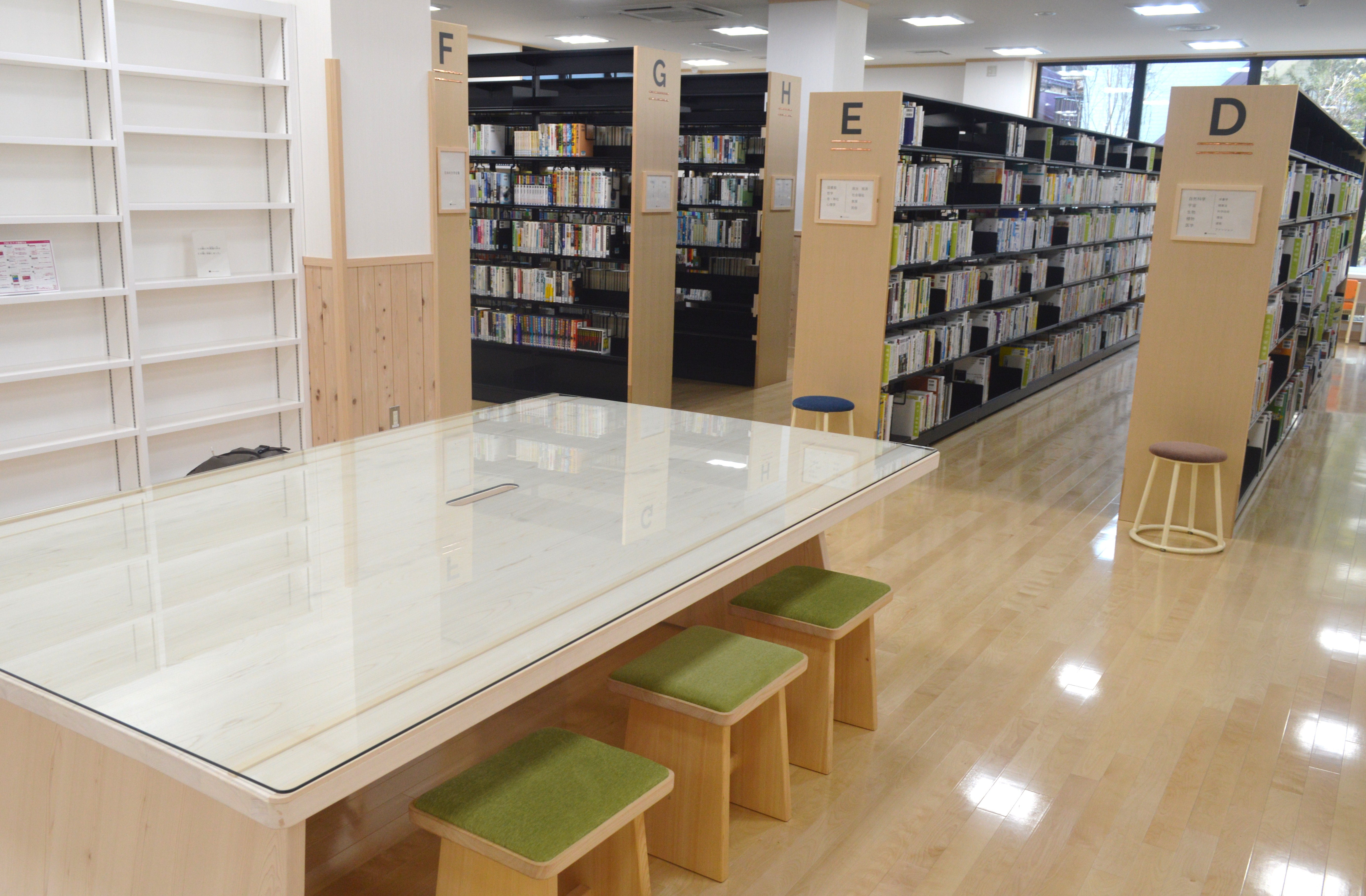
閲覧席と一般書の書架
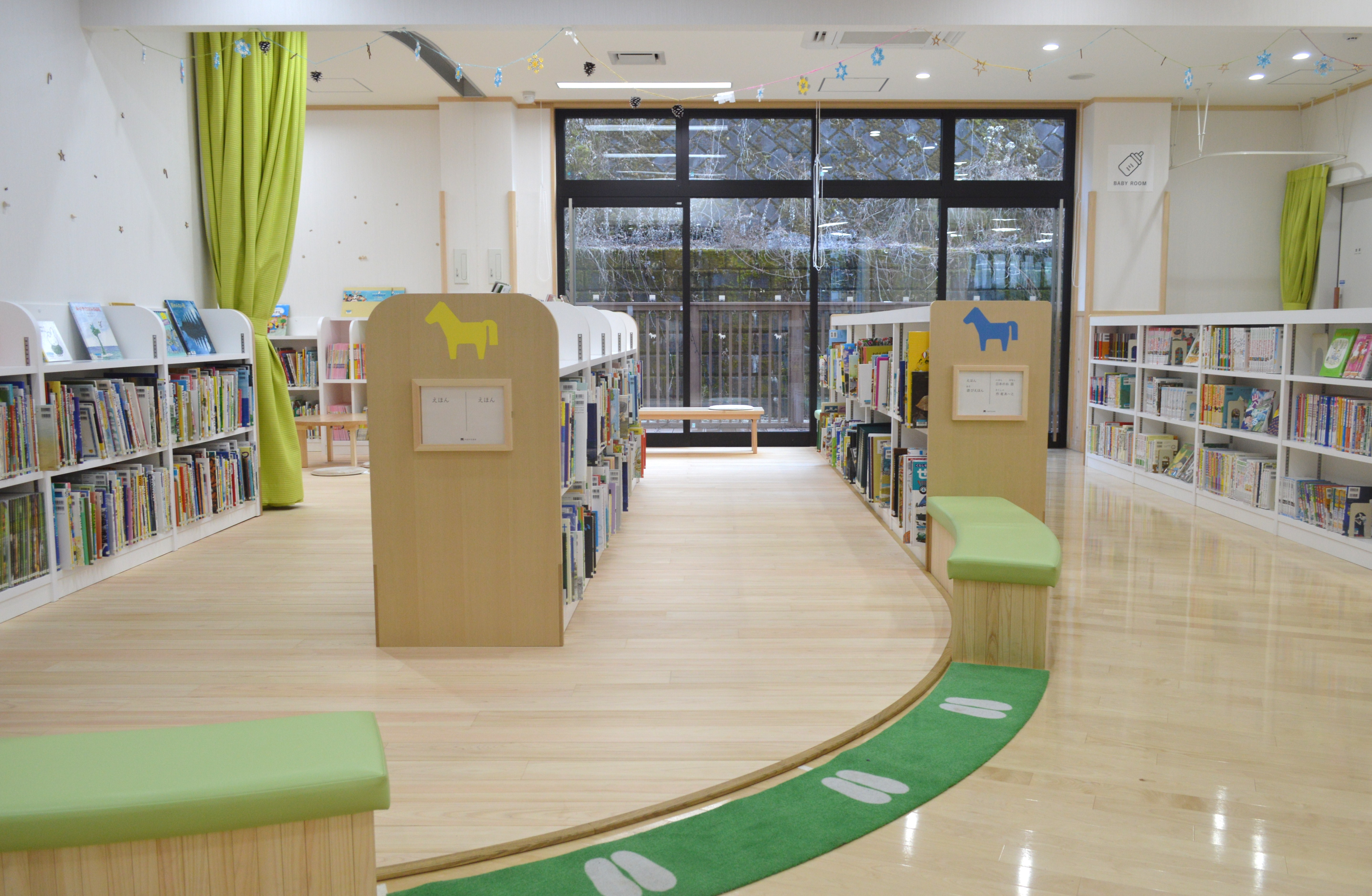
児童書コーナー
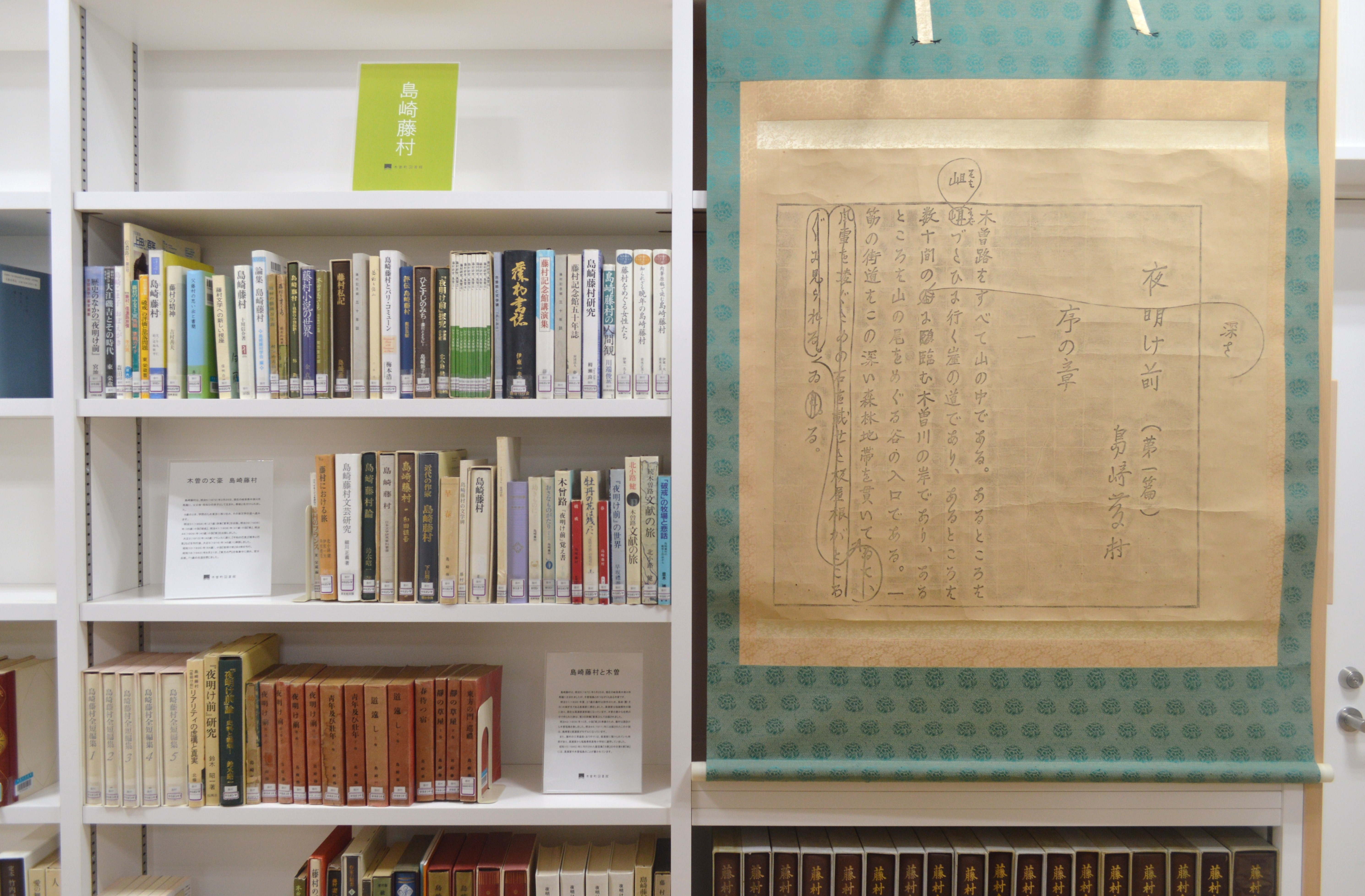
島崎藤村コーナー
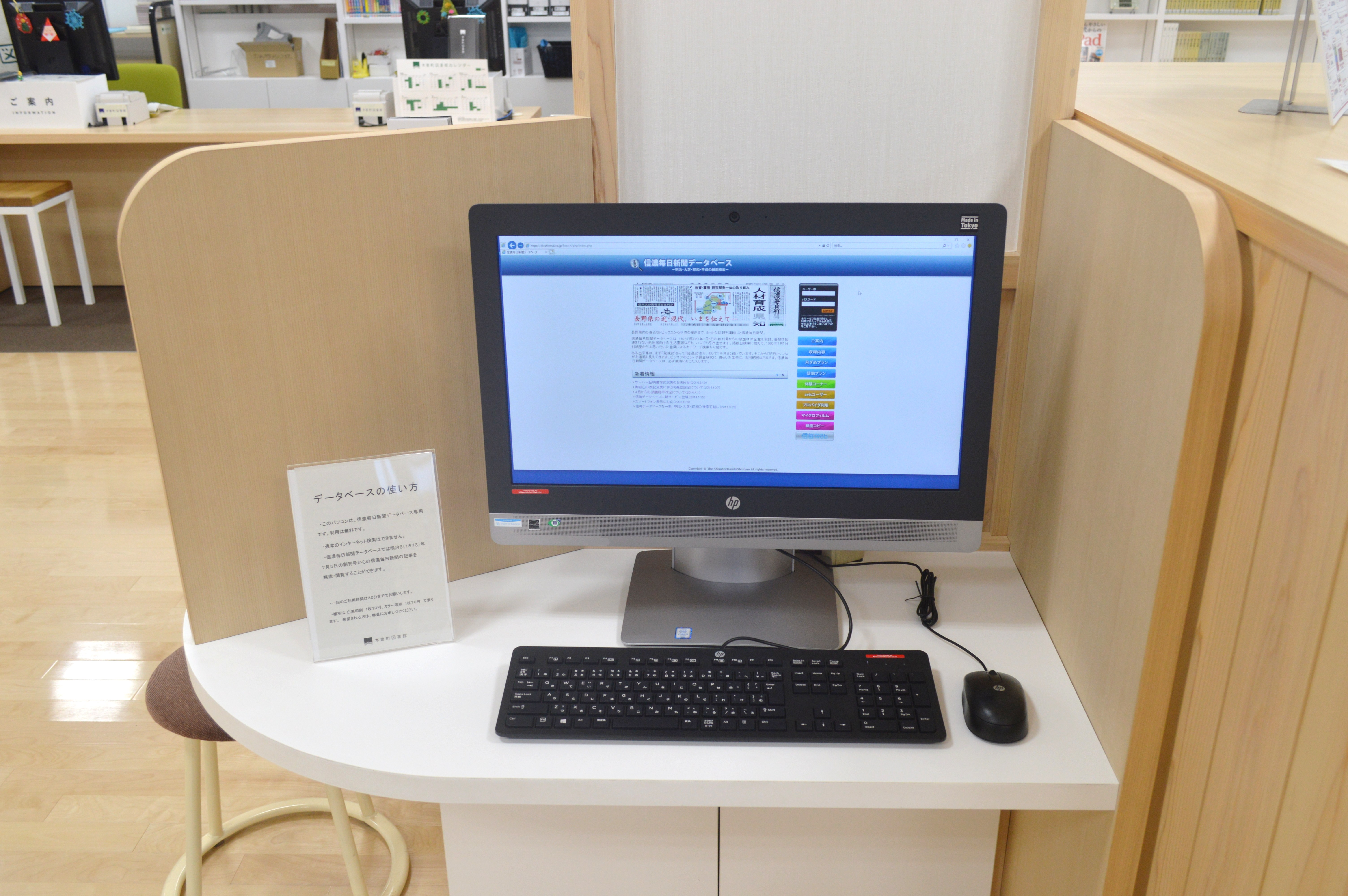
データベース用パソコン
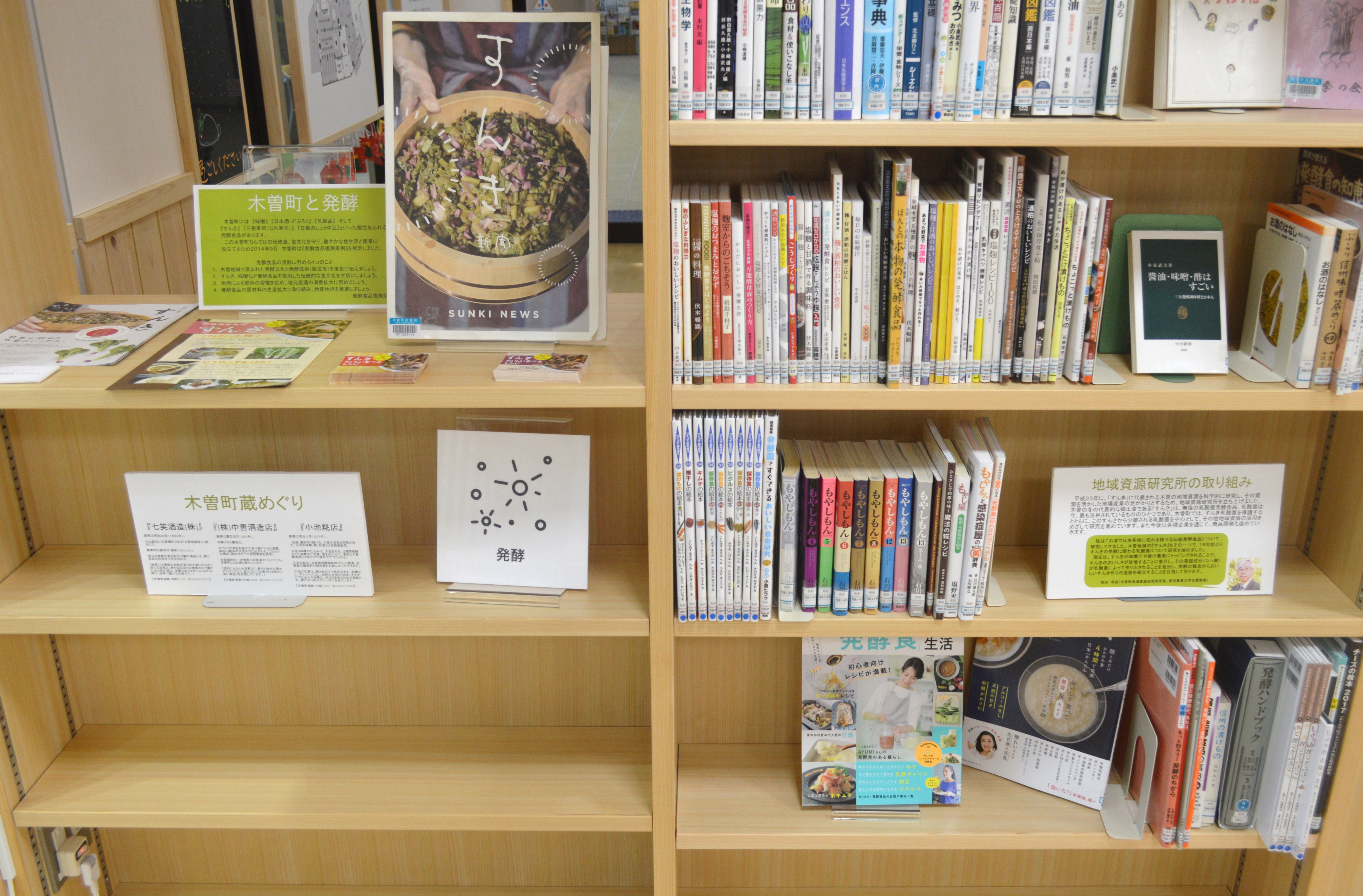
常設展示スペース
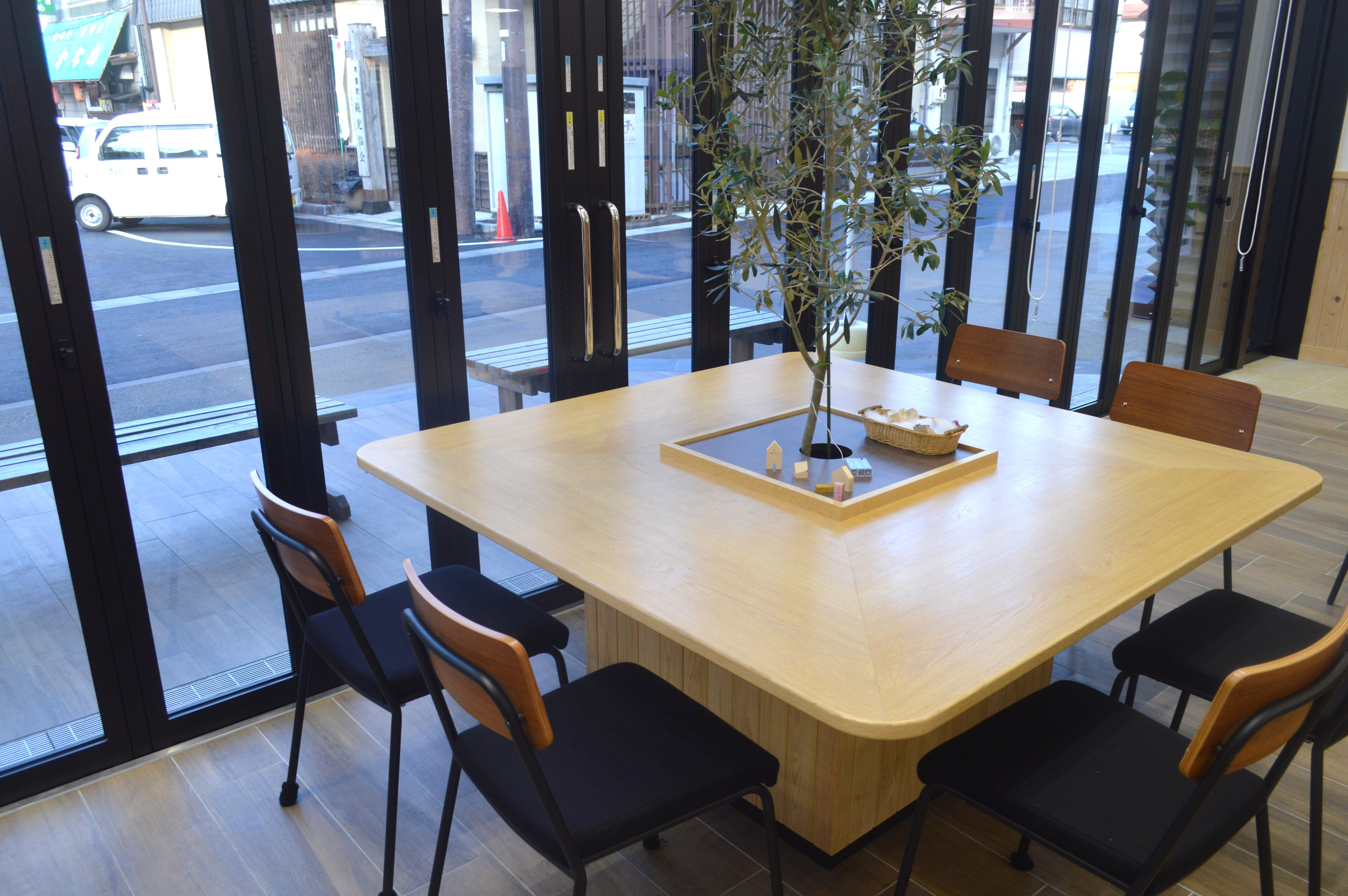
「としょカフェ」

## 利用案内
| 分類 | 名称         | 所在地                                    | 開館時間                      | 休館日                                                    |
| ---- | ------------ | ----------------------------------------- | ----------------------------- | --------------------------------------------------------- |
| 本館 | 木曽町図書館 | 福島5129番地 木曽町文化交流センター内     | 平日:10時-18時 休日:10時-17時 | 毎週火曜日、祝日、毎月最終木曜日、 年末年始、蔵書点検期間 |
| 分館 | 日義分館     | 日義1600番地1 日義公民館内                | 平日:9時-17時                 | 毎週土曜日・日曜日、祝日、 年末年始、蔵書点検期間         |
| 分館 | 三岳分館     | 三岳6311番地 木曽町役場三岳支所内         | 平日:9時-17時                 | 毎週土曜日・日曜日、祝日、 年末年始、蔵書点検期間         |
| 分館 | 開田分館     | 開田高原西野623番地1 木曽町役場開田支所内 | 平日:9時-17時                 | 毎週土曜日・日曜日、祝日、 年末年始、蔵書点検期間         |

木曽郡在住・在勤・在学者は館外貸出カードを作成することができる。貸出可能点数は図書が10冊までであり、視聴覚資料が2点まで。貸出期間は2週間である。資料の貸出や返却はカウンターで行うこともできるが、開館時から自動貸出機も設置されている。館内には観光案内スペースがあり、木曽町の観光情報やイベント情報を発信している。

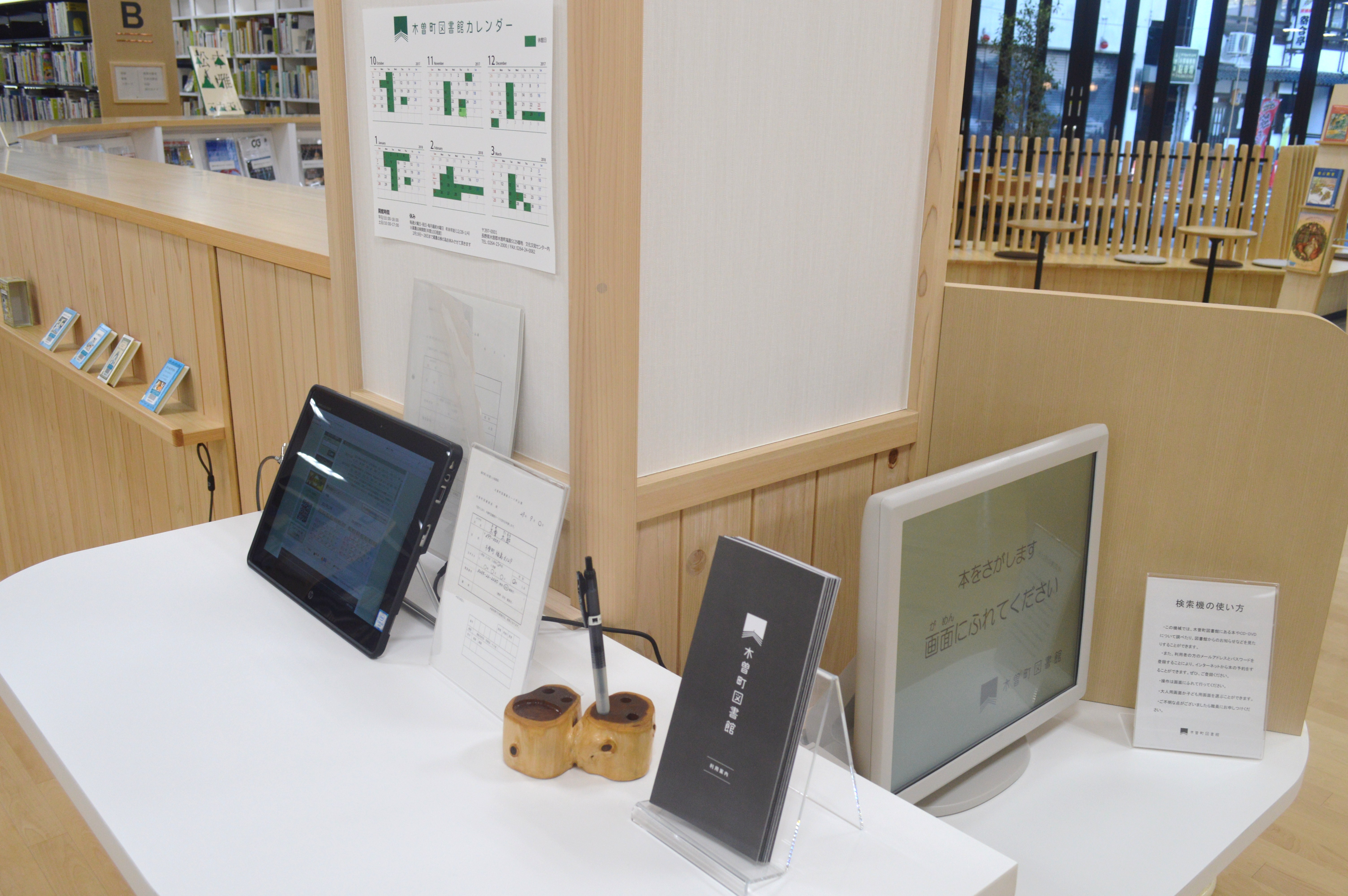
蔵書検索用パソコンとタブレット端末
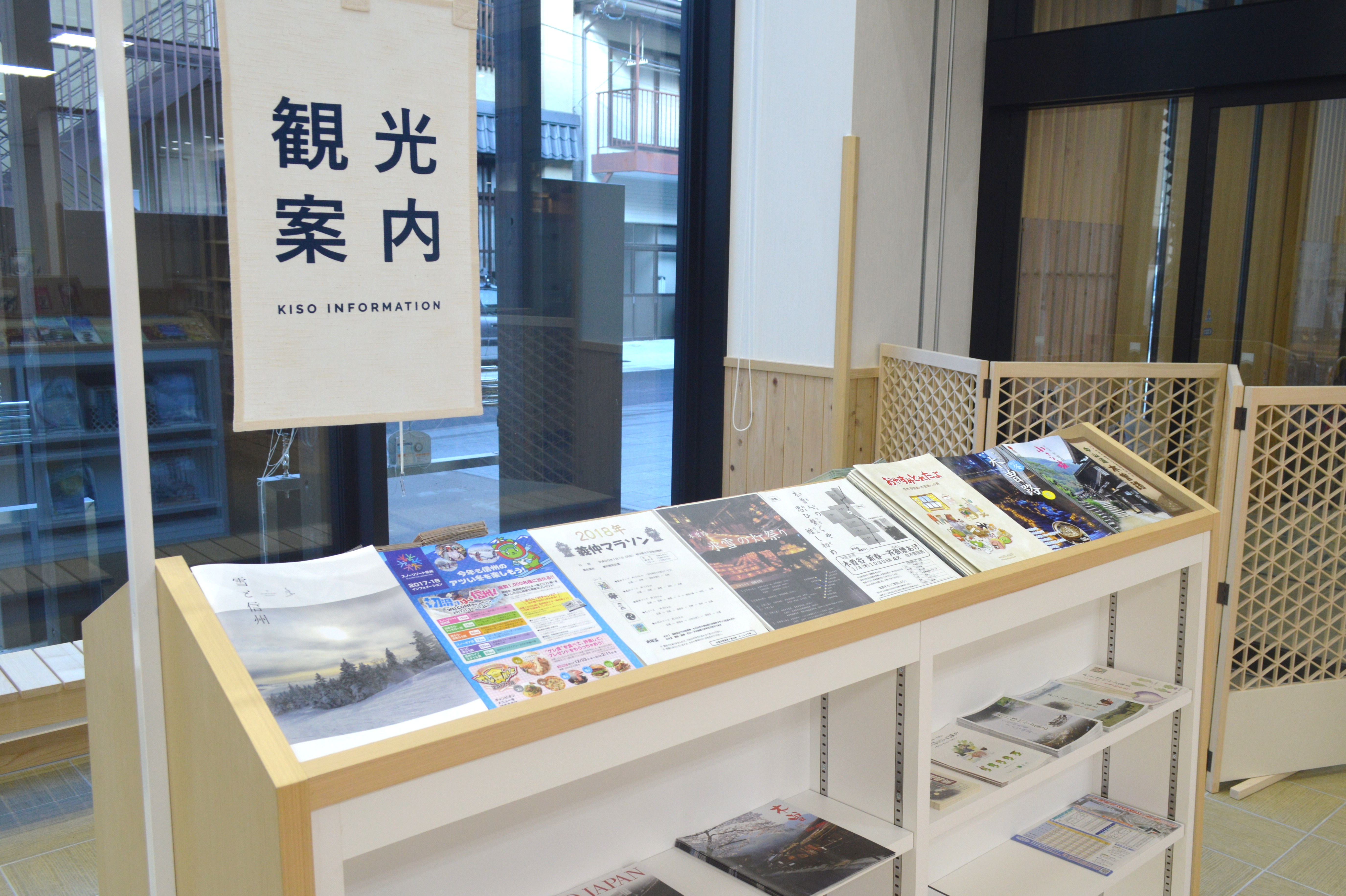
観光案内スペース